# كأس النمسا 2001–02
كأس النمسا 2001–02 (بالألمانية: Österreichischer Fußball-Cup 2001/02)‏ هو موسم من كأس النمسا. أشرف على تنظيمه اتحاد النمسا لكرة القدم، وفاز فيه غراتزر أي كاي.